# Martin Lutz (Diplomat)
Martin Lutz (* 2. April 1943 in Ravensburg) ist ein deutscher Diplomat und war von Juli 2005 bis Juli 2008 Botschafter der Bundesrepublik Deutschland in Australien sowie zugleich akkreditierter Vertreter der Bundesrepublik in Nauru, Papua-Neuguinea, Salomonen und in Vanuatu.

## Leben und Karriere
Nach dem Studium der Rechtswissenschaften an den Universitäten in München, Genf, Heidelberg folgte 1972 Lutz’ Eintritt in den Auswärtigen Dienst.
Anschließend folgten Verwendungen an der Botschaft in Irland, am Generalkonsulat Toronto/Kanada, an der Botschaft in Chile sowie 1978–1981 in der Außenwirtschaftsabteilung des Auswärtigen Amtes in Bonn.
1981 bis 1984 war Martin Lutz Wirtschaftsattaché an der Botschaft in Israel und dann bis 1989 Stellvertretender Leiter des Referats „Außenhandelsförderung“ im Auswärtigen Amt. 1989 bis 1992 folgte die Verwendung als Leiter des Politischen Referats und Chargé d’affaires (Geschäftsträger) an der Botschaft im damaligen Jugoslawien.
Martin Lutz war daraufhin bis 1996 Leiter des Referats „Wirtschaftsbeziehungen zu mittel- und osteuropäischen Staaten“ im Auswärtigen Amt sowie 1996 bis 1998 Botschafter und Leiter der „Arbeitsgruppe für ethnische und nationale Gemeinschaften und Minderheiten im früheren Jugoslawien“ (Dieses Amt war angeschlossen an das „Büro des Hohen Repräsentanten“ in Brüssel).
1998 bis 2001 war er Gesandter und Leiter der Wirtschaftsabteilung bei der Ständigen Vertretung der Bundesrepublik Deutschland bei den Vereinten Nationen in New York sowie danach bis 2005 Ministerialdirigent und Beauftragter für Außenwirtschaftsförderung und internationale Technologiepolitik im Auswärtigen Amt.
Im Juli 2005 löste er Klaus-Peter Klaiber als Botschafter der Bundesrepublik Deutschland in Australien ab. Zugleich wurde er akkreditierter Vertreter der Bundesrepublik in Nauru, Papua-Neuguinea, Salomonen und in Vanuatu. Im Juli 2008 wurde er in diesem Amt von Michael Witter abgelöst.